# Rugat
Rugat é um município da Espanha na província de Valência, Comunidade Valenciana. Tem 3,1 km² de área e em 2021 tinha 180 habitantes (densidade: 58,1 hab./km²).

## Demografia
| Variação demográfica do município entre 1991 e 2004 | Variação demográfica do município entre 1991 e 2004 | Variação demográfica do município entre 1991 e 2004 | Variação demográfica do município entre 1991 e 2004 |
| --------------------------------------------------- | --------------------------------------------------- | --------------------------------------------------- | --------------------------------------------------- |
| 1991                                                | 1996                                                | 2001                                                | 2004                                                |
| 200                                                 | 199                                                 | 183                                                 | 196                                                 |